# NGC 4576
NGC 4576 es una galaxia espiral barrada (SBbc) localizada en la dirección de la constelación de Virgo. Posee una declinación de +04° 22' 03" y una ascensión recta de 12 horas, 37 minutos y 33,5 segundos.
La galaxia NGC 4576 fue descubierta en 27 de abril de 1881 por Edward Singleton Holden.